# Надпаразитизм
Надпаразитизм, гіперпаразитизм — один з видів паразитизму, що характеризується паразитуванням одного паразита (надпаразит, гіперпаразит) в іншому. У цьому випадку надпаразит називається паразитом другого порядку, а його хазяїн — паразитом першого порядку. Паразитизм більш високих порядків зустрічається дуже рідко. Один із прикладів — зараження наїзником Asecodes albitarsus багатоїдних надпаразитів Dibrachys boucheanus, які, в свою чергу, нерідко вражають наїзників Apanteles glomeratus, що паразитують на гусеницях метеликів біланів.
Надпаразитизм досить широко поширений серед паразитичних комах, зокрема у наїзників родин Ichneumonidae, Encyrtidae та деяких інших. Однак надпаразитизм зустрічається і в інших групах тварин. Деякі трематоди живуть у  ракоподібних — ектопаразитах морських  риб. Надпаразитизм зустрічається і у деяких ракоподібних родини  тантулокарид. Виявлено також як мінімум  один вірус, що вражає  інші віруси. Гіперпаразитами називають і деякі види у грибів.

## Ресурси Інтернету
- http://booksshare.net/index.php?id1=4&category=biol&author=zahvatkinua&book=2001&page=96
- http://forest.geoman.ru/forest/item/f00/s02/e0002026/index.shtml